# Pieve di Santa Maria a Micciano
La pieve di Santa Maria a Micciano è un edificio sacro che si trova in località Micciano ad Anghiari.

## Storia e descrizione
La pieve, documentata fin dal 1080, fu in origine sotto il giuspatronato dei conti di Galbino. La donazione della chiesa all'eremo di Camaldoli nel 1104, sancita da una bolla pontificia del 1198, suscitò l'aperta ostilità dei vescovi aretini che nel XIII secolo scomunicarono i rettori della pieve per la fedeltà agli abati camaldolesi.
Nei secoli XIII e XVII la chiesa fu oggetto di radicali rifacimenti e nel 1880 subì una radicale trasformazione che ridusse ad un'unica navata le tre originarie e inserì il transetto sporgente. Oggi si presenta inglobata in un complesso di costruzioni riferibili a epoche diverse.
All'interno si trova un'interessante tela con la Madonna col Bambino in trono tra i Santi Pietro e Girolamo, collocabile alla fine del Quattrocento o agli inizi del Cinquecento, opera di un artista attivo tra Toscana ed Umbria vicino a Luca Signorelli giovane.
Il Cinquecentenario della nascita di Luca Signorelli, nato nel 1439, cadendo in tempo di guerra, fu celebrato posticipandolo al 1953. Nel Catalogo ufficiale,  di maggio - agosto a Cortona e di settembre - ottobre a Firenze, vi è la catalogazione del frammento d'affresco di Città di Castello di Signorelli alla Pinacoteca Comunale, «che rappresentava la Vergine col Bambino fra San Girolamo e San Paolo». A tale proposito viene riportata un'ipotesi di Mario Salmi secondo la quale l'Affresco frammentario tifernate, ridotto a pochi resti, «si può immaginare per mezzo di un dipinto su tela, di qualche decina d'anni più tardo del nostro, nella chiesa parrocchiale di Micciano in comune di Anghiari».